# Уряд Хуана Мануеля Сантоса
Уряд Хуана Мануеля Сантоса розпочав свою діяльність 7 серпня 2010 року і завершив 7 серпня 2018 року.

## Голова уряду
- Президент — Хуан Мануель Сантос Кальдерон (ісп. Juan Manuel Santos Calderon).
- Віце-президент — Герман Варгас Ллерас (ісп. German Vargas Lleras).
- Генеральний секретар президента Колумбії — Луїс Гільєрмо Влес Кабрера (ісп. Luis Guillermo Velez Cabrera).

## Кабінет міністрів
Склад чинного уряду подано станом на 15 грудня 2016 року.
| Міністерство | Міністр                                                        | Фото | Час на посаді     | Час на посаді  | Партія | Партія | Вебсайт                                           |
| --- | -------------------------------------------------------------- | ---- | ----------------- | -------------- | ------ | ------ | ------------------------------------------------- |
| Міністерство внутрішніх справ (Ministerio del Interior)                                                           | Хуан Фернандо Крісто Бустос (Juan Fernando Cristo Bustos)      |      | 7 серпня 2010     | 26 травня 2017 |        |        | [Архівовано 21 серпня 2021 у Wayback Machine.]    |
| Міністерство екології та стійкого розвитку (Ministerio de Ambiente y Desarrollo Sostenible)                       | Луїс Гільберто Мурілло (Luis Gilberto Murillo)                 |      | 25 квітня 2016    |                |        |        | [Архівовано 2 лютого 2011 у Wayback Machine.]     |
| Міністерство енергетики і гірничої промисловості (Ministerio de Minas y Energía)                                  | Герман Арсе (German Arce)                                      |      | 20 квітня 2016    |                |        |        | [Архівовано 11 січня 2018 у Wayback Machine.]     |
| Міністерство житлово-комунального господарства і розвитку територій (Ministerio de Vivienda, Ciudad y Territorio) | Ельза Ногуера (Elsa Noguera)                                   |      |                   |                |        |        | [Архівовано 9 жовтня 2021 у Wayback Machine.]     |
| Міністерство закордонних справ (Ministerio de Relaciones Exteriores)                                              | Марія Ангела Холгуїн Суеллар (Maria Angela Holguin Cuellar)    |      | 7 серпня 2010     |                |        |        | [Архівовано 29 листопада 2011 у Wayback Machine.] |
| Міністерство інформації, технологій і зв'язку (Ministerio de Tecnologías de la Información y las Comunicaciones)  | Давід Луна (David Luna)                                        |      | 15 травня 2016    |                |        |        | [Архівовано 25 вересня 2021 у Wayback Machine.]   |
| Міністерство культури (Ministerio de Cultura)                                                                     | Маріана Гарсес Кордоба (Mariana Garces Cordoba)                |      | 7 серпня 2010     |                |        |        | [Архівовано 19 березня 2022 у Wayback Machine.]   |
| Міністерство оборони (Ministerio de Defensa Nacional)                                                             | Луїс Карлос Віллегас Ечиверрі (Luis Carlos Villegas Echeverri) |      | 22 червня 2016    |                |        |        | [Архівовано 3 червня 2017 у Wayback Machine.]     |
| Міністерство освіти (Ministerio de Educación Nacional)                                                            | Янет Гіха Товар (Yaneth Giha Tovar)                            |      | 15 листопада 2016 |                |        |        | [Архівовано 27 серпня 2017 у Wayback Machine.]    |
| Міністерство охорони здоров'я і соціального захисту (Ministerio de Salud y de Protección Social)                  | Алехандро Гавіріа Урібе (Alejandro Gaviria Uribe)              |      | 3 вересня 2012    |                |        |        | [Архівовано 9 травня 2020 у Wayback Machine.]     |
| Міністерство праці (Ministerio de Trabajo)                                                                        | Клара Лопес Обрегон (Clara Lopez Obregon)                      |      |                   |                |        |        |                                                   |
| Міністерство сільського господарства і розвитку сільських регіонів (Ministerio de Agricultura y Desarrollo Rural) | Авреліо Ірагоррі Валенсіа (Aurelio Iragorri Valencia)          |      |                   |                |        |        | [Архівовано 23 червня 2011 у Wayback Machine.]    |
| Міністерство торгівлі, промисловості та туризму (Ministerio de Comercio, Industria y Turismo)                     | Марія Клаудіа Лакутюр (Maria Claudia Lacouture)                |      |                   |                |        |        |                                                   |
| Міністерство транспорту (Ministerio de Transporte)                                                                | Хорхе Енріке Рохас (Jorge Enrique Rojas)                       |      |                   |                |        |        | [Архівовано 18 вересня 2021 у Wayback Machine.]   |
| Міністерство фінансів і державного кредитування (Ministerio de Hacienda y Crédito Público)                        | Маурісіо Карденас Санта Марія (Mauricio Cardenas Santa Maria)  |      | 3 вересня 2012    |                |        |        | [Архівовано 3 квітня 2016 у Wayback Machine.]     |
| Міністерство юстиції та права (Ministerio de Justicia y Derecho)                                                  | Хорхе Едуардо Лондоно (Jorge Eduardo Londono)                  |      |                   |                |        |        | [Архівовано 8 жовтня 2021 у Wayback Machine.]     |
| Міністр-радник з постконфліктних питань, прав людини і безпеки Колумбії                                           | Рафаель Пардо Руеда (Rafael Pardo Rueda)                       |      |                   |                |        |        |                                                   |
| Голова Державного департаменту національного планування                                                           | Симон Гавіріа Мунос (Simon Gaviria Munoz)                      |      |                   |                |        |        |                                                   |